# マラドン
マラドン (Marradong) は、ボディントンから南へ8km、ピンジャラからウィリアムズへ抜ける道沿いにある旧市街。

## 歴史
マラドンは、バット家、ポラード家、フォーセット家が開拓し、1920年代までこの地域の主要な中心地だった。かつては商店、郵便局、ホテル、教会、電信局、ワンルーム式の学校などが存在した。また、この町には1903年に初めて設置されたマラドン道路評議会の拠点でもあった。ボディントンに鉄道が開通すると、ほとんどの施設がそちらに移転し、1930年までにはほとんど廃墟と化した。
今では、小さなセント・オルバンズ・アングリカン教会と墓地（1894年）、修理中の古い民家が数軒、そしてかつてローラ・ホテルの前にあったヤシの木が残っているのみである。農業会館は1989年に取り壊され、跡地には小さな消防署が建てられた。この地域には現在、主に羊毛、ラム、牛肉、オート麦、干し草、大麦、ルパン、キャノーラ、木材を生産する地元の農家が住んでいる。